# 여덟명의 제명된 남자들
《여덟명의 제명된 남자들》(영어: Eight Men Out)은 미국에서 제작된 존 세일스 감독의 1988년 스포츠 드라마 영화이다. 존 큐색 등이 출연하였고, 세라 필즈버리 등이 제작에 참여하였다.

## 출연진
- 존 큐색
- 클리프턴 제임스
- 마이클 러너
- 크리스토퍼 로이드
- 존 머호니
- 찰리 신
- 데이비드 스트러세언
- D. B. 스위니
- 마이클 루커
- 돈 하비
- 제임스 리드
- 페리 랭
- 고든 클랩
- 제이스 알렉산더
- 빌 어윈
- 리처드 에드슨
- 케빈 타이
- 존 앤더슨
- 스터즈 터클
- 바버라 개릭
- 웬디 매케나
- 낸시 트래비스

## 기타 제작진
- 공동 제작: 페기 라이스키
- 배역: 바버라 셔피로, 캐리 프레이저, 셔니 긴즈버그, 에이비 코프먼
- 미술: 노라 셔부시언
- 의상: 신시아 플린트